# Sanda Toma (caiac)
Sanda Toma (n. 17 martie 1970, Periș, Ilfov, Republica Socialistă România, România) este o caiacistă română, laureată cu bronz la Sydney 2000.